# Villa Gordiani
La Villa Gordiani est un parc archéologique de Rome, situé via Prenestina, qui contient les restes d'une grande villa patricienne, traditionnellement identifiée comme celle de la famille impériale des Gordiani, qui donna trois empereurs romains du IIIe siècle, Gordien I, Gordien II et Gordien III.
Le nom de " Villa Gordiani" est donnée actuellement au quartier alentour.

## Histoire
Le complexe est cité par les sources antiques; d'après l'Historia Augusta (Gordien, xxxii.1-3), il avait "un portique de deux cents colonnes, avec une cinquantaine de colonnes de marbre de Carie, une cinquantaine de porphyre rouge, une cinquantaine de phrygien et une cinquantaine de numide". En plus des autres structures, comme les basiliques, les anciennes sources parlent des bains comme "l'un des plus beaux de Rome et sans égal dans l'empire".
À l'intérieur du complexe a été construit au milieu du XIIIe siècle, le Tor de' Schiavi, qui est basé sur les structures antiques. En 1422, la région devint une possession des Colonna.
Le parc, qui a été établi par le plan de réglementation de 1931, et mis en œuvre dans les années 1960, est appelé Parc archéologique de la Villa Gordiani, et est divisé en deux secteurs séparés par la via Prenestina: la Tor de' Schiavi et le Mausolée des Gordiani sont sur le côté gauche de la route consulaire.

## Complexe archéologique

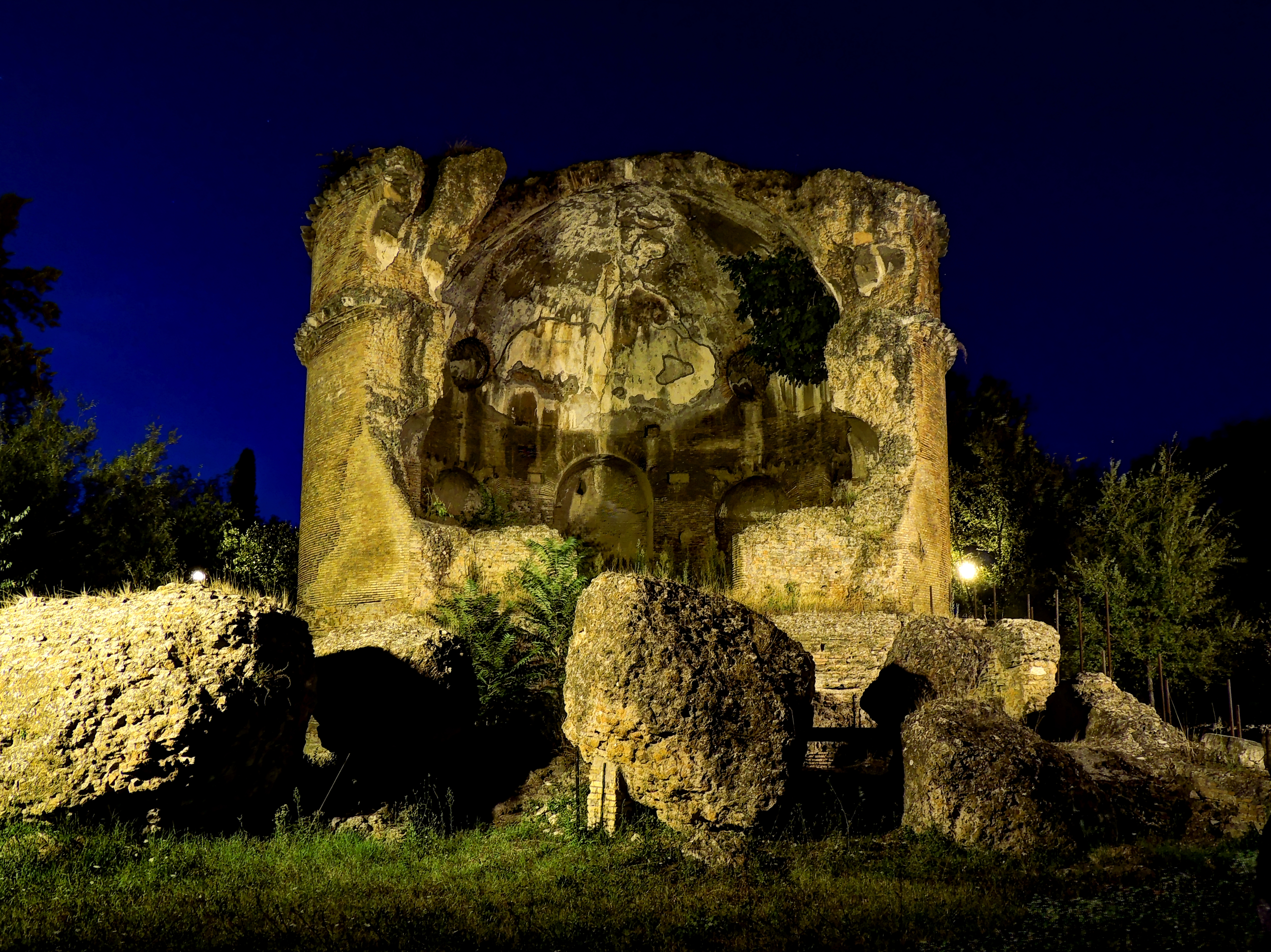
Le mausolée de nuit.

La région est traditionnellement identifiée avec une propriété de la famille des Gordiani, et, par conséquent, les structures, et en particulier la villa patricienne, sont identifiées avec les possessions du IIIe siècle de cette famille. Dans l'Historia Augusta (Gordien, 20.32), il est signalé que, dans ce complexe ont été construites trois basiliques centenariae, c'est-à-dire, longues de 100 pieds.
La villa patricienne, encore enfouie dans sa quasi-totalité pour des raisons de conservation, semble être le plus ancien noyau du parc archéologique, même antérieure à l'installation de la famille impériale des Gordiani. Il n'a pas été possible, cependant, à ce jour, de dater la structure avec précision, en partie parce que le bâtiment a été soumis à de multiples reconstructions et extensions au cours du temps, et aussi parce qu'une étude systématique et approfondie de la villa n'a jamais été entièrement réalisée.
Des époques successives de la villa, datée entre le IIe et le IVe siècle, subsistent le columbarium, les réservoirs et le vestibule.
L'entrée monumentale de la villa, donnant sur la via Prenestina, est une salle octogonale, datant probablement de la période de Dioclétien-Constantin Ier (fin du IIIe début du IVe siècle).
La citerne du IIe siècle, est à deux étages, avec deux réservoirs avec un plafond voûté.

### Tor de' Schiavi

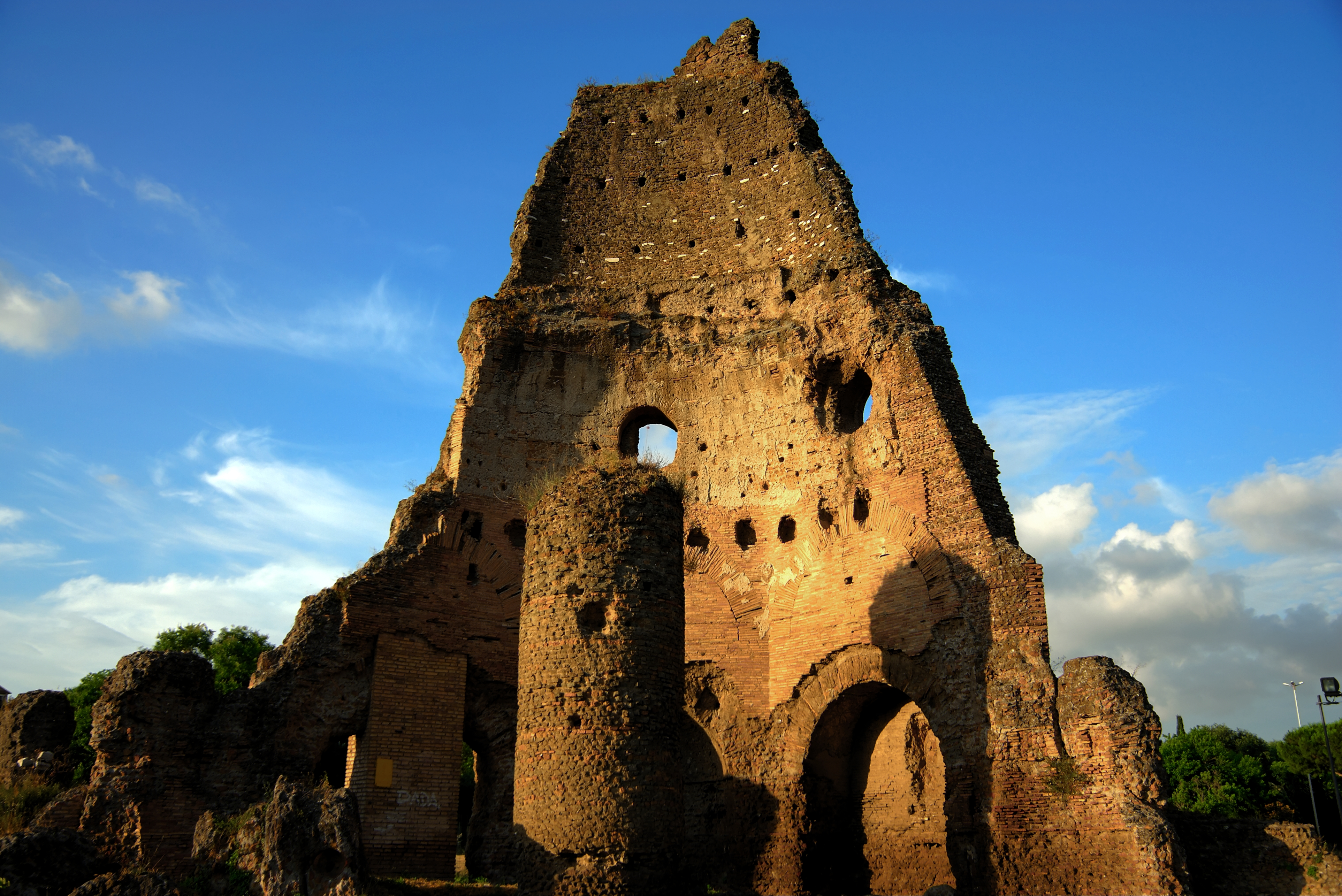
Tor de' Schiavi

Parmi les ruines, se trouvent les vestiges de la salle Octogonale, une maison romaine du IIIe siècle av. J.-C., probablement un nymphée, sur une base octogonale et avec des ouvertures pour éclairer l'intérieur.
Le dôme, et le sixième étage, ont été remplis d'amphores pour alléger le poids.
Au XIIIe siècle a été construite une tour, soutenue par un gros pilier cylindrique, sur lequel reposaient les escaliers menant aux différents étages.
La tour a été utilisée comme tour de guet et en 1347, les troupes des Colonna, venant de Palestrina à Rome pour lutter contre Cola di Rienzo, campèrent dans ce domaine. En 1422, les Colonna en firent l'acquisition.
En 1571, la tour devint la propriété de la famille de Vincenzo Rossi dello Schiavo, d'où le nom actuel de "Tor de' Schiavi".

## Galerie d'images

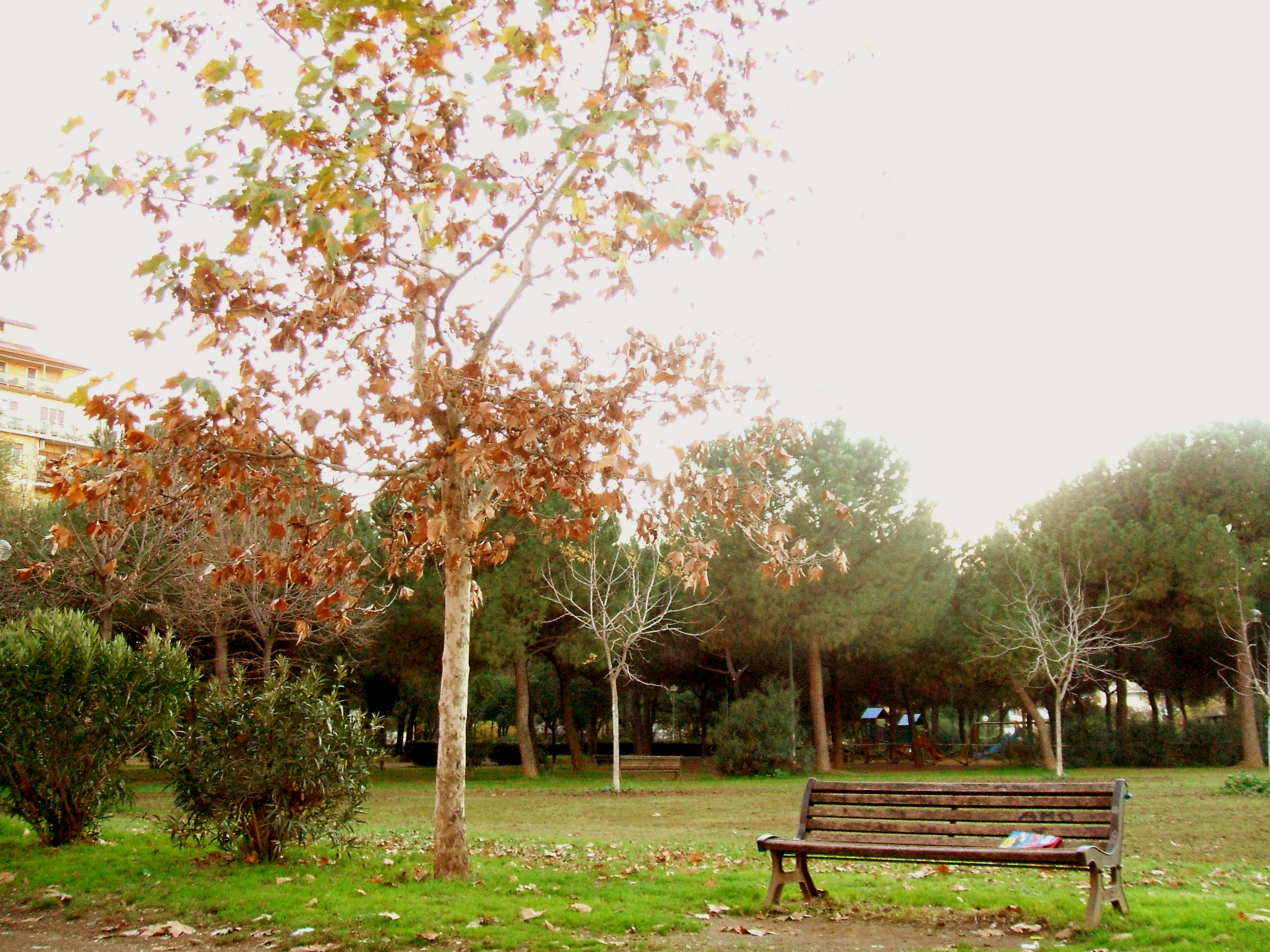
Un aperçu du parc, près de l'entrée de la via Olevano Romano
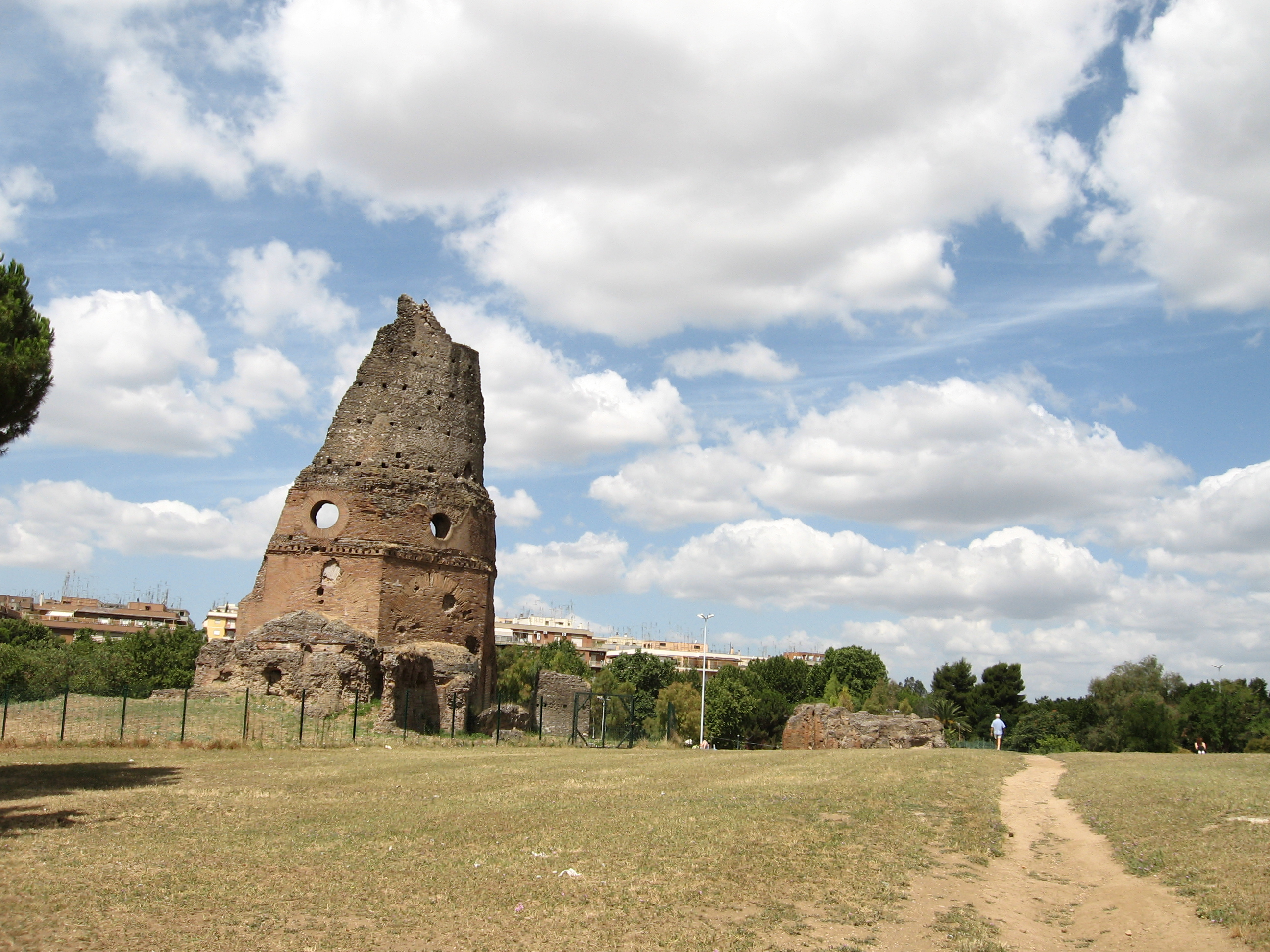
La partie du parc, où se trouve le "Tor de' Schiavi".
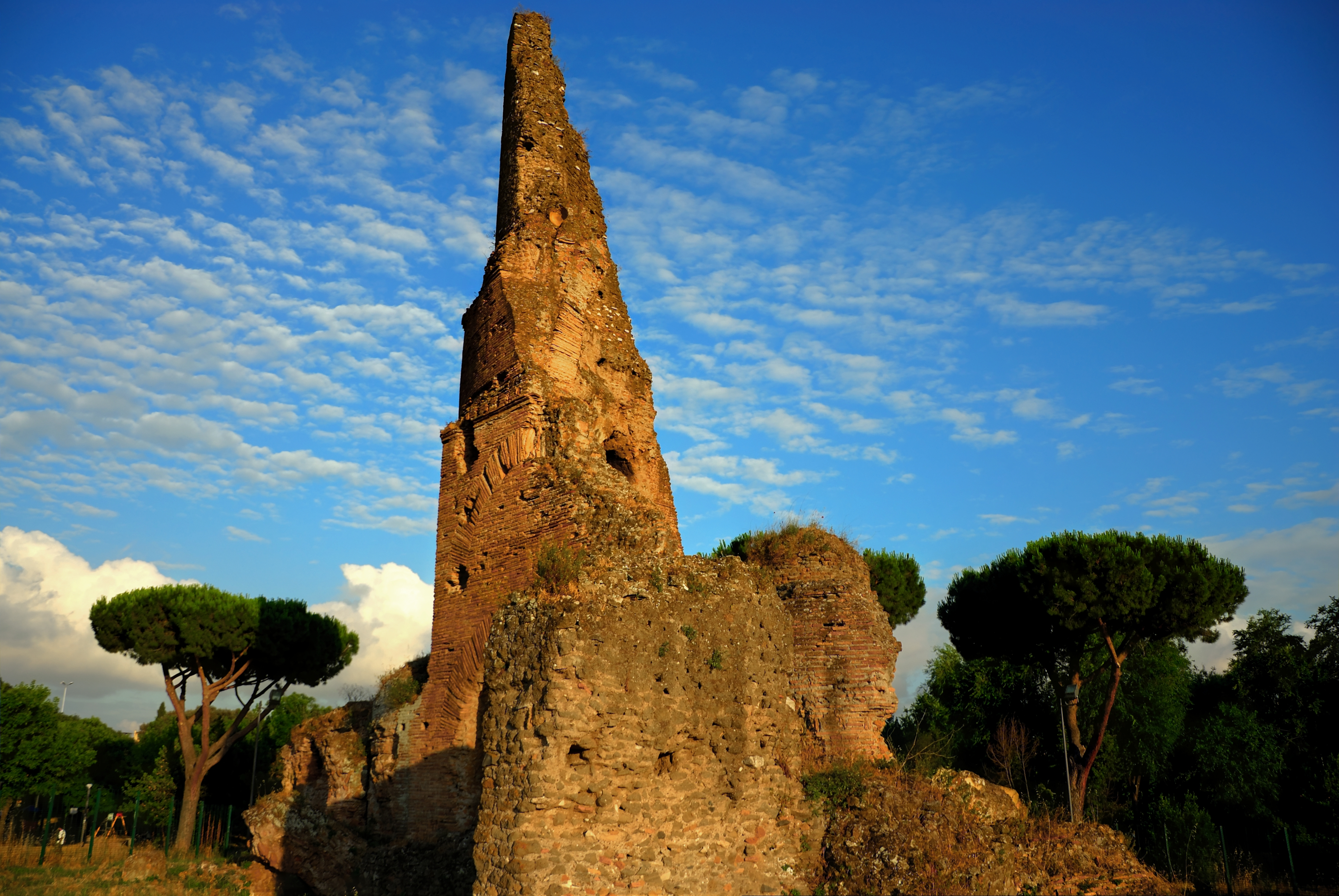
Le "Tor de' Schiavi".
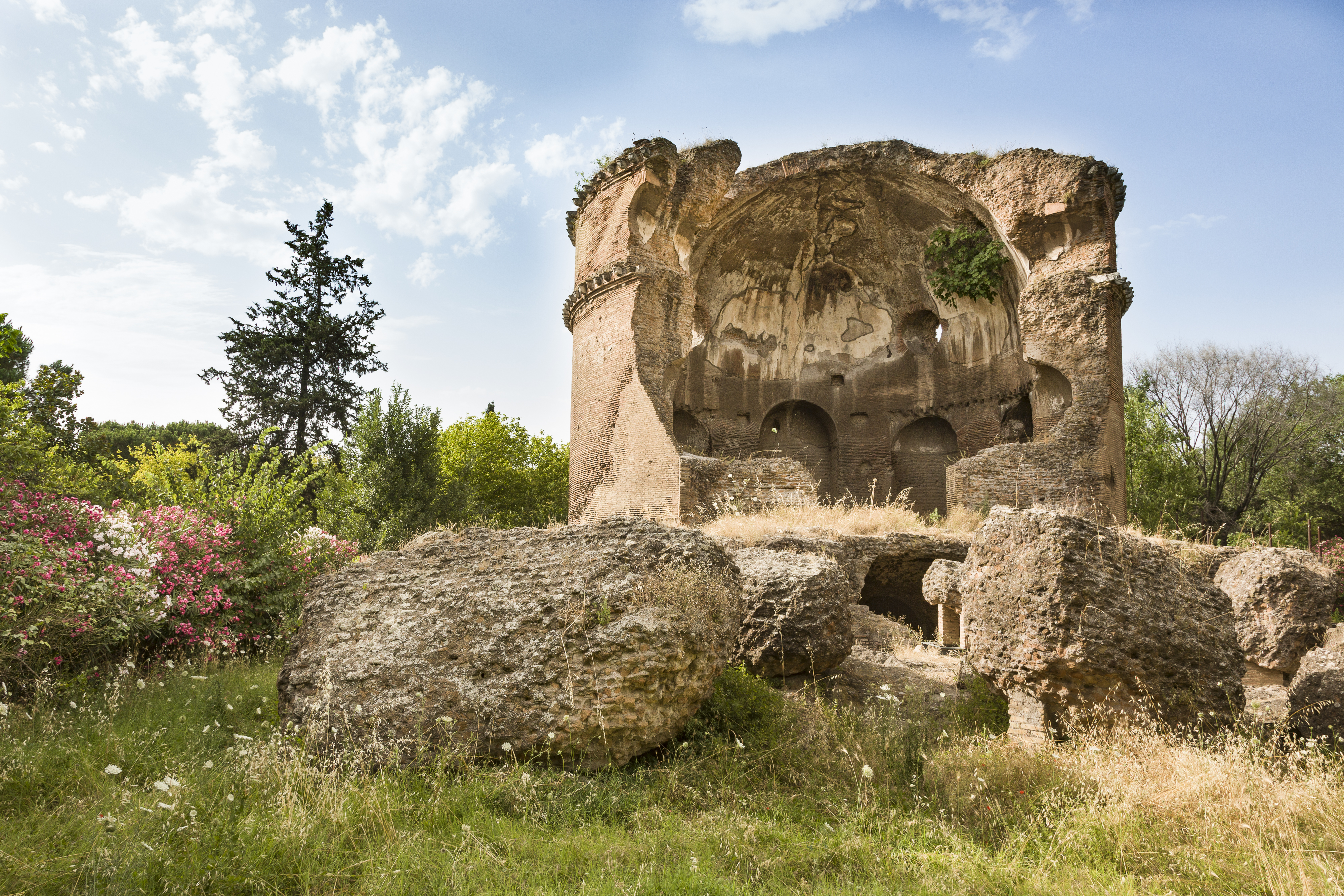
Le Mausolée
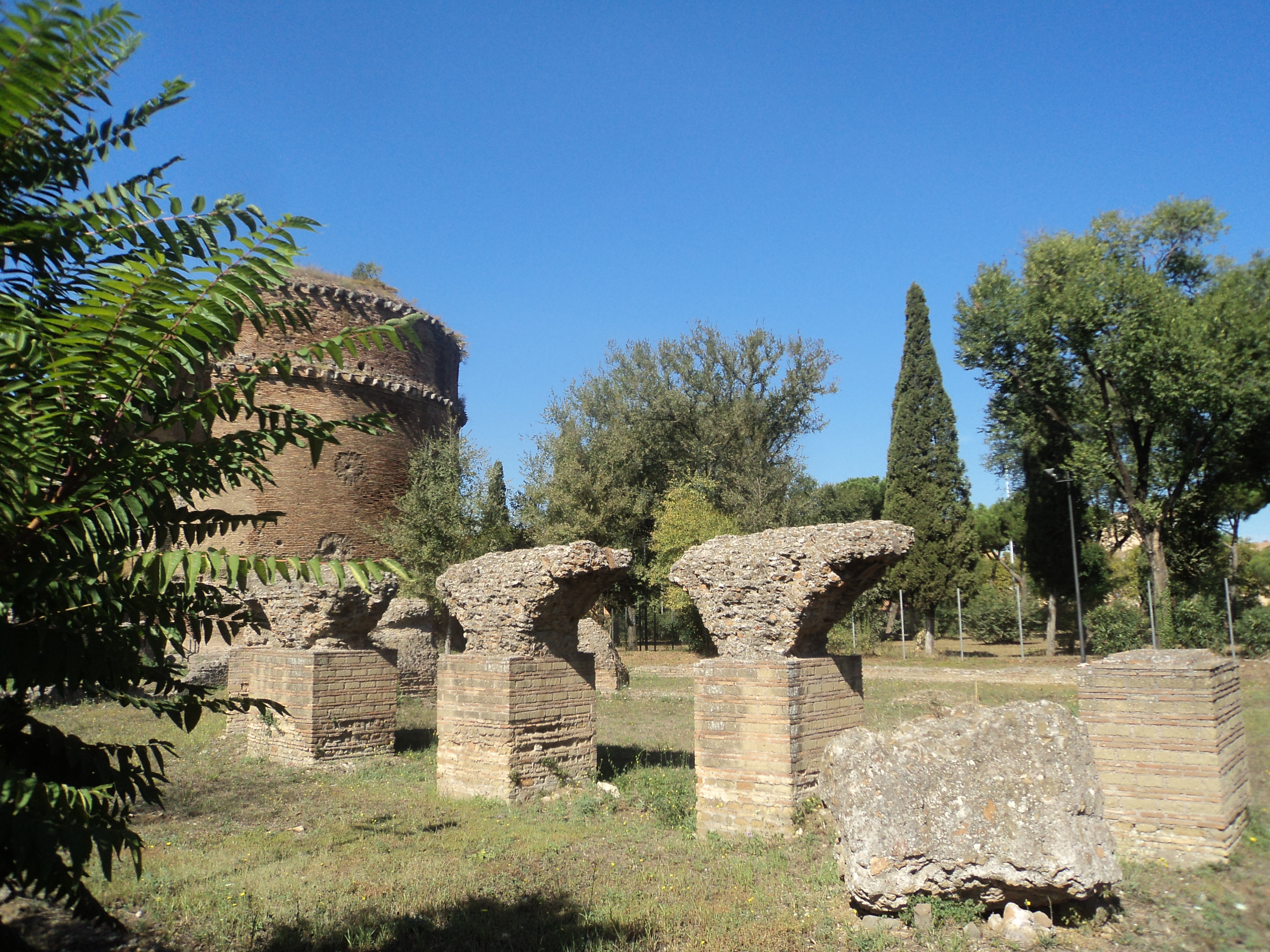
Vue du site
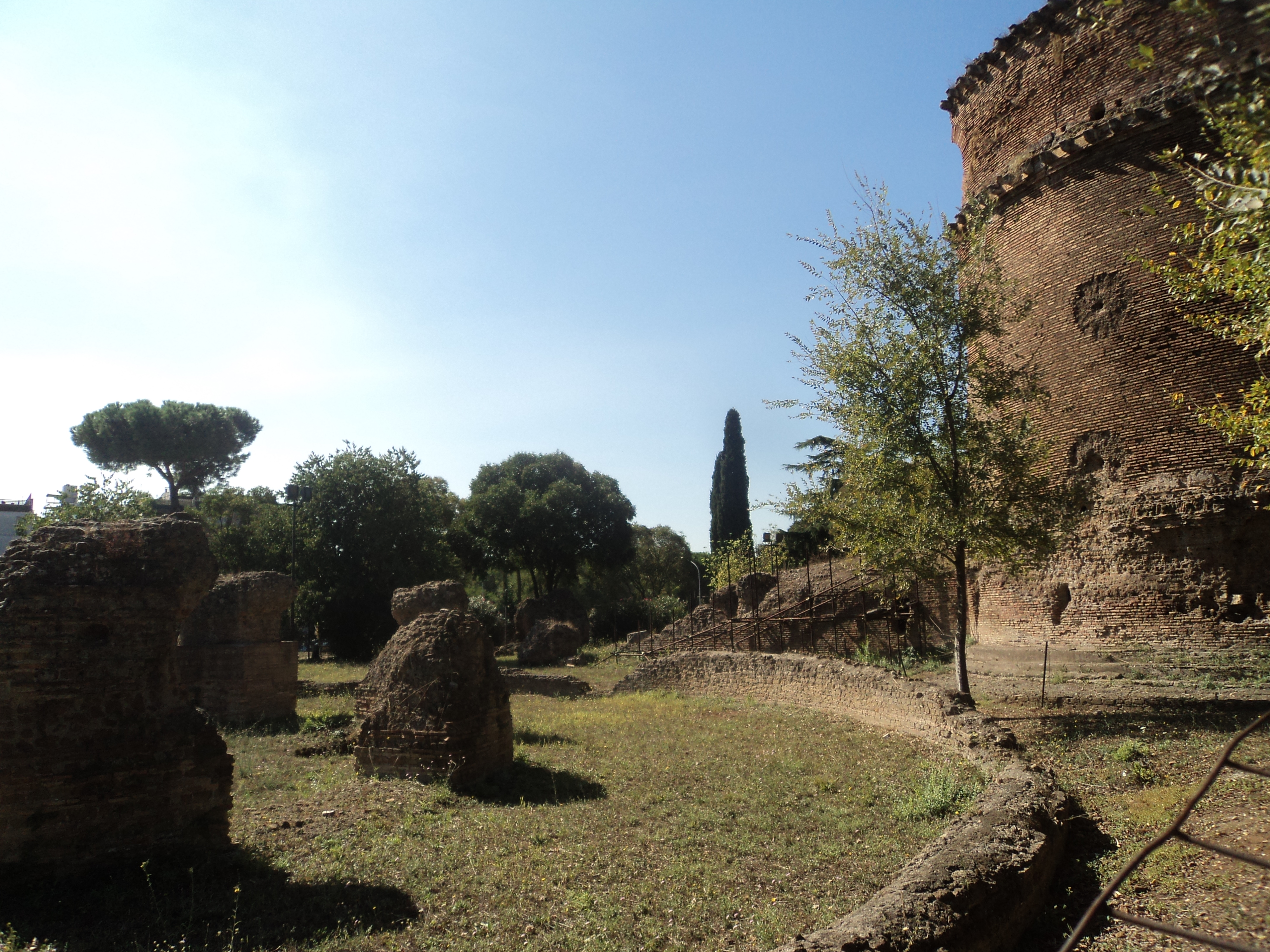
Autour du mausolée